# 高志村 (新潟県)
高志村（たかしむら）は、かつて新潟県中頸城郡にあった村。

## 沿革
- 1889年（明治22年）4月1日 - 町村制の施行により、中頸城郡三交村、薄袋村、木田村、木田新田村、藤新田村、藤巻村、塚田新田及び土橋村の区域をもって、中頸城郡高志村が発足する。
- 1901年（明治34年）11月1日 - 中頸城郡春日村、高志村及び国府村が合併して、改めて中頸城郡春日村が発足する。